# Volkswagen Transporter T5
Pour un article plus général, voir Volkswagen Transporter.
 (octobre 2015).
Si vous disposez d'ouvrages ou d'articles de référence ou si vous connaissez des sites web de qualité traitant du thème abordé ici, merci de compléter l'article en donnant les références utiles à sa vérifiabilité et en les liant à la section « Notes et références ».
Le Volkswagen Transporter T5 est un véhicule utilitaire léger produit par Volkswagen de 2003 à 2015. Il s'agit de la cinquième génération du Volkswagen Transporter depuis 1950. Ce véhicule a été proposé en version Fourgon Utilitaire, Combi, Navette Minibus, Chassis cabine, Plateau cabine, Châssis double cabine, Plateau double cabine. Et cela en plusieurs dimensions et poids. Pour les Versions Fourgon utilitaire et combi, il a été proposé en version courte et basse (L1/H1) ; Longue et basse (L2/H1) ; Courte et mi-haute (L1/H2) ; Longue et mi-haute (L2/H2) ; Longue et Haute (L2/H3). Pour les versions Navette Minibus et Châssis cabine, plateau cabine, Il était proposé en version courte, ou longue. Et les versions en double cabine, en version longue.

### Phase (2003-2009)

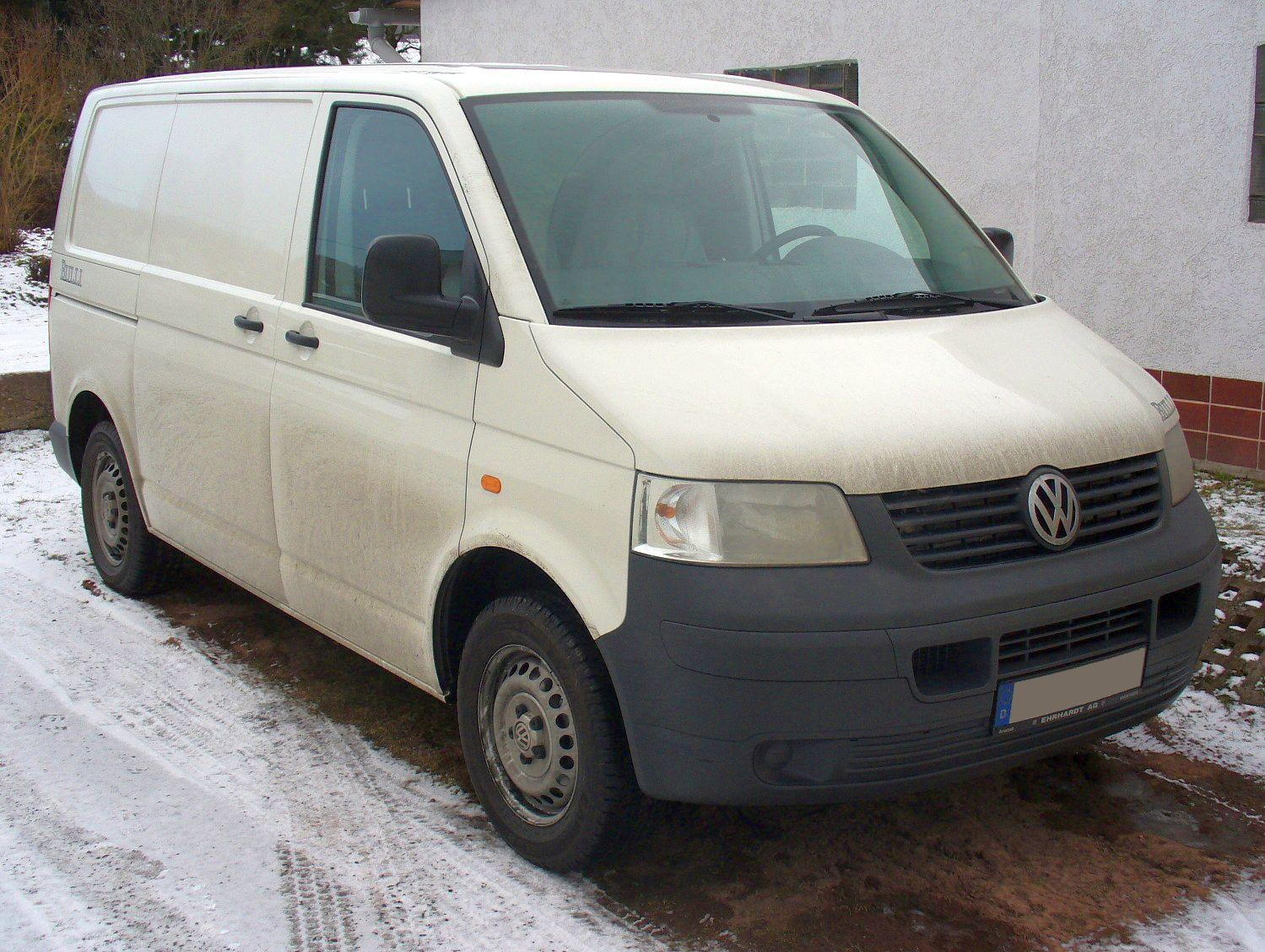
Volkswagen Transporter T5 Phase I

## Motorisations

### Diesel
- 4 cylindres 1,9 L TDi, 84 ch, 200 N m ; 85 ch, 200 N m ; 90 ; 102 ch[pas clair], 250 N m ; 104 ch, 250 N m ou 110 ch (phase I)
- 4 cylindres 2,0 L TDi 84 ; 102 ; 114 ; 136 ou 140 ch[pas clair] (phase I & II)
- 4 cylindres 2,0 L BiTDi, 180 ch (phase II). Moteur très sensible à la casse à la suite d'un défaut lié au circuit de refroidissement de la vanne EGR. Concerne beaucoup de véhicules à partir de 100 000 km.
- 5 cylindres 2,5 L TDi, 130 ch, 350 N m ; 131 ; 163 ou 174 ch[pas clair], 400 N m (phase I). Distribution à cascade de pignons (apparemment le plus fiable même si le 1,9 L a fait ses preuves).

Points faibles : joints d’injecteurs (démarrages difficiles), cardan droit (à coups à l'accélération et à la décélération, cannelure mal dimensionnée), volant moteur et embrayage (vibrations au ralenti).

### Essence
- 4 cylindres 2,0 L TSi 115 ; 150 ou 204 cv (phase II)
- 6 cylindres 3,2 L VR6 231 ; 235 cv - 315 N.m (phase I)

[style à revoir].

## Galerie

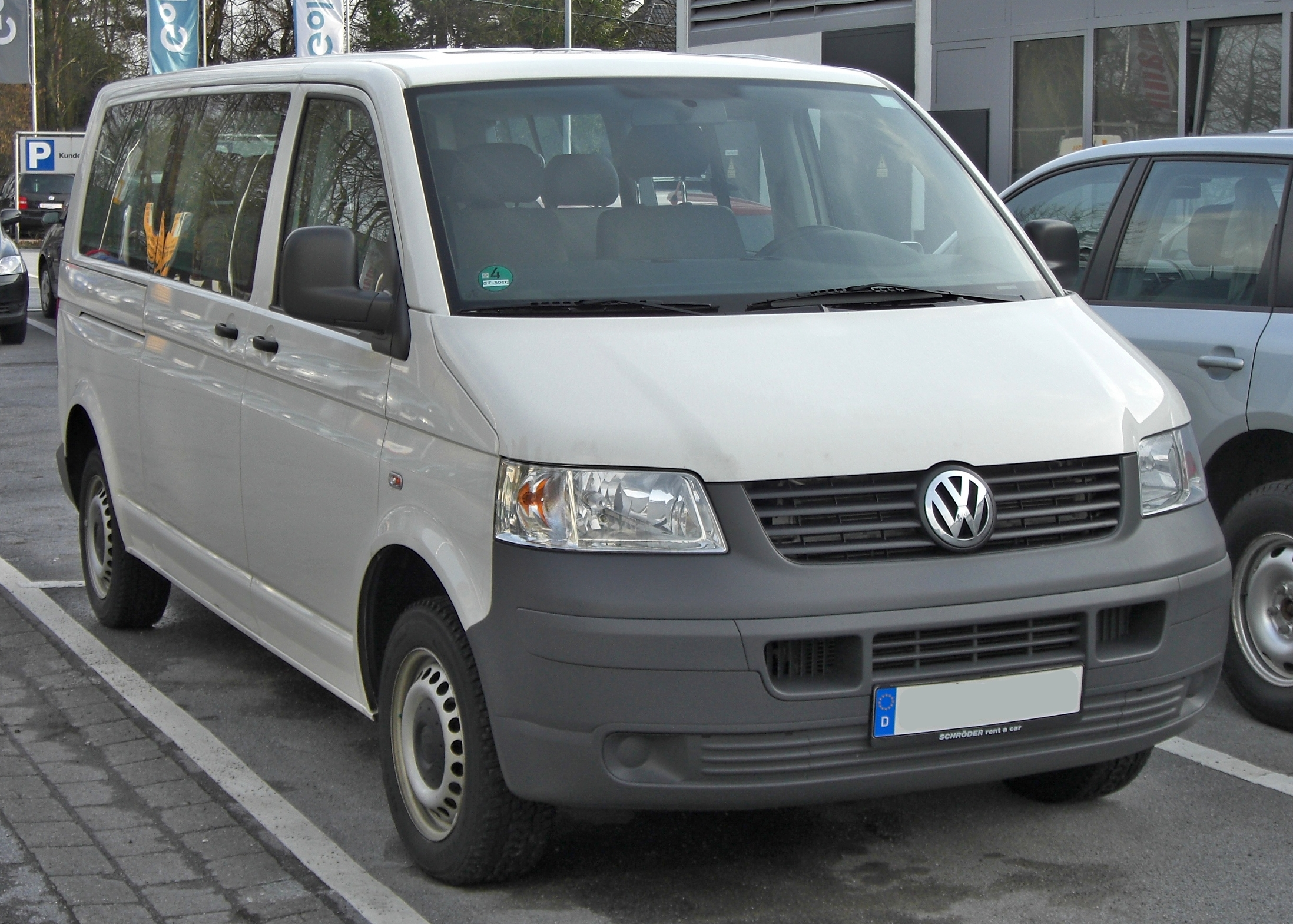
Volkswagen Caravelle Phase I Camionnette
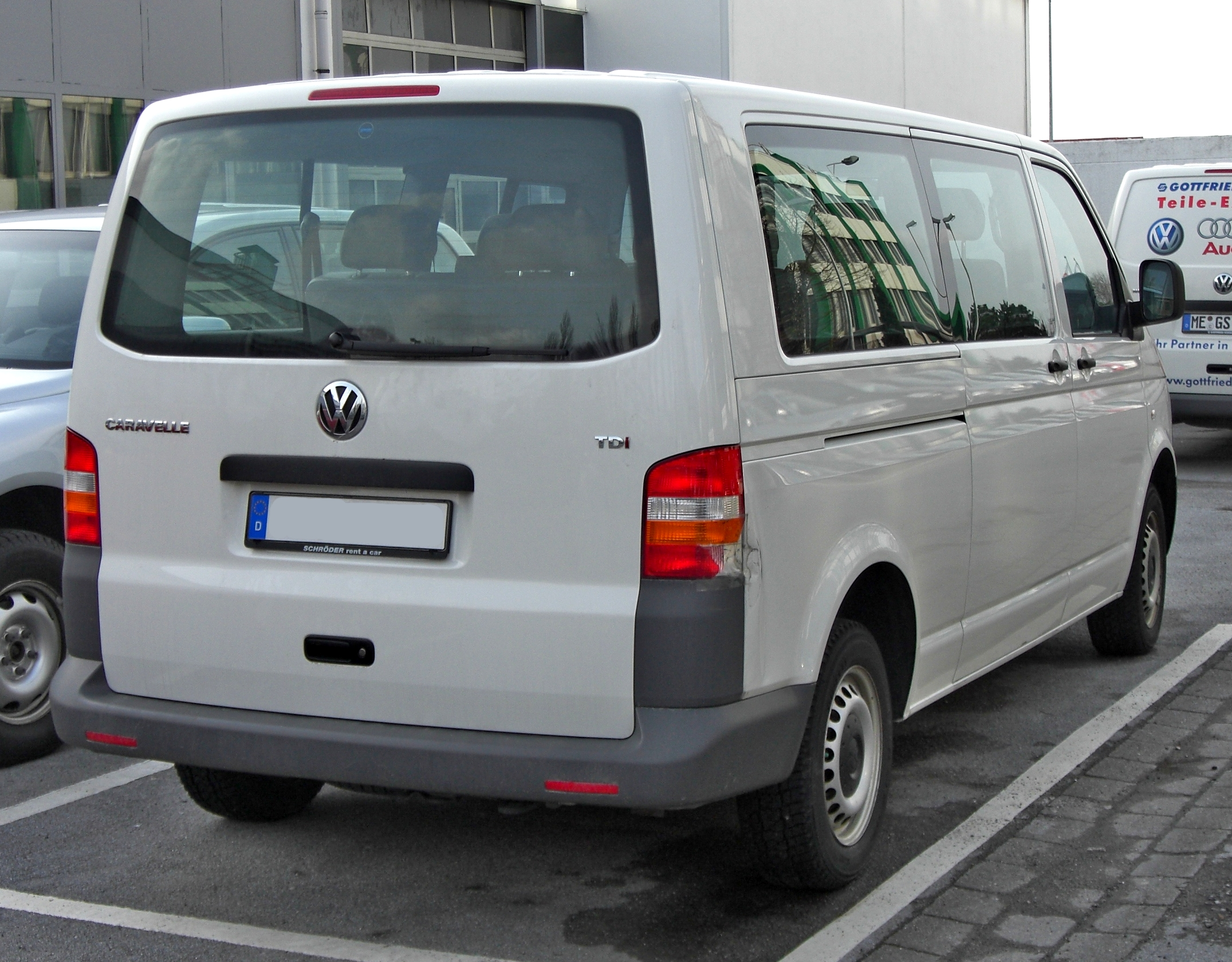
Volkswagen Caravelle Phase I Camionnette
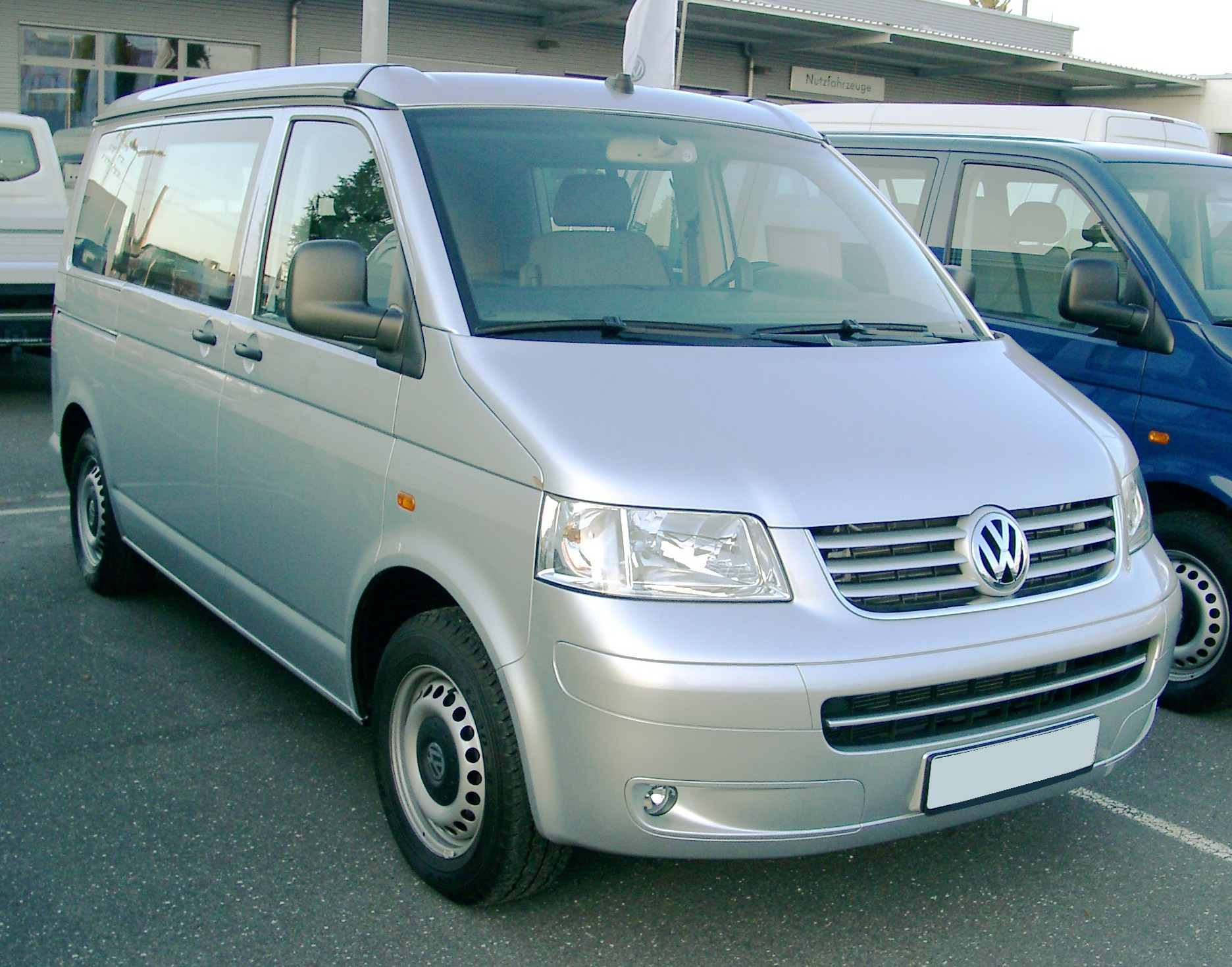
Volkswagen California Phase I
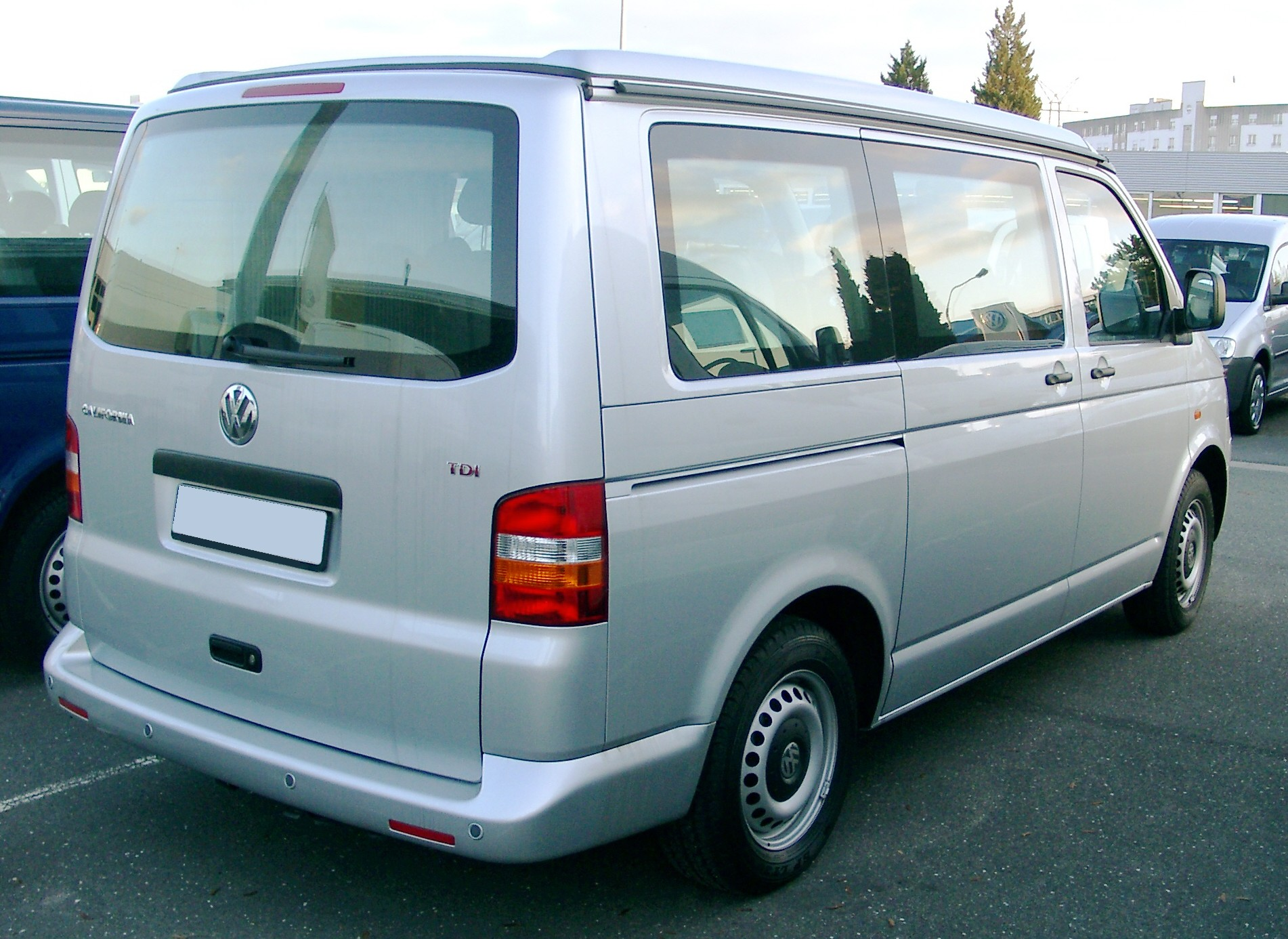
Volkswagen California Phase I
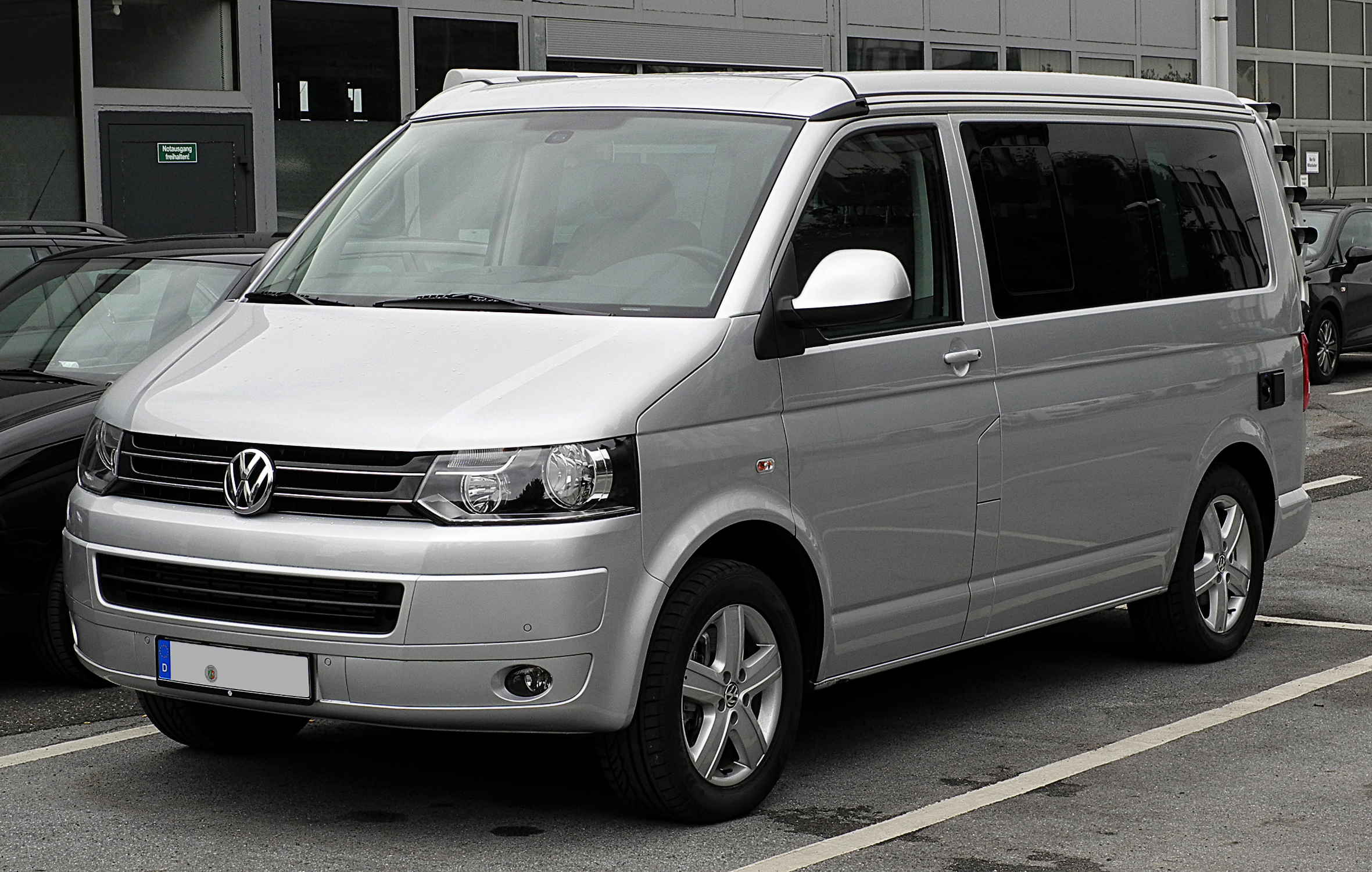
Volkswagen California Phase II
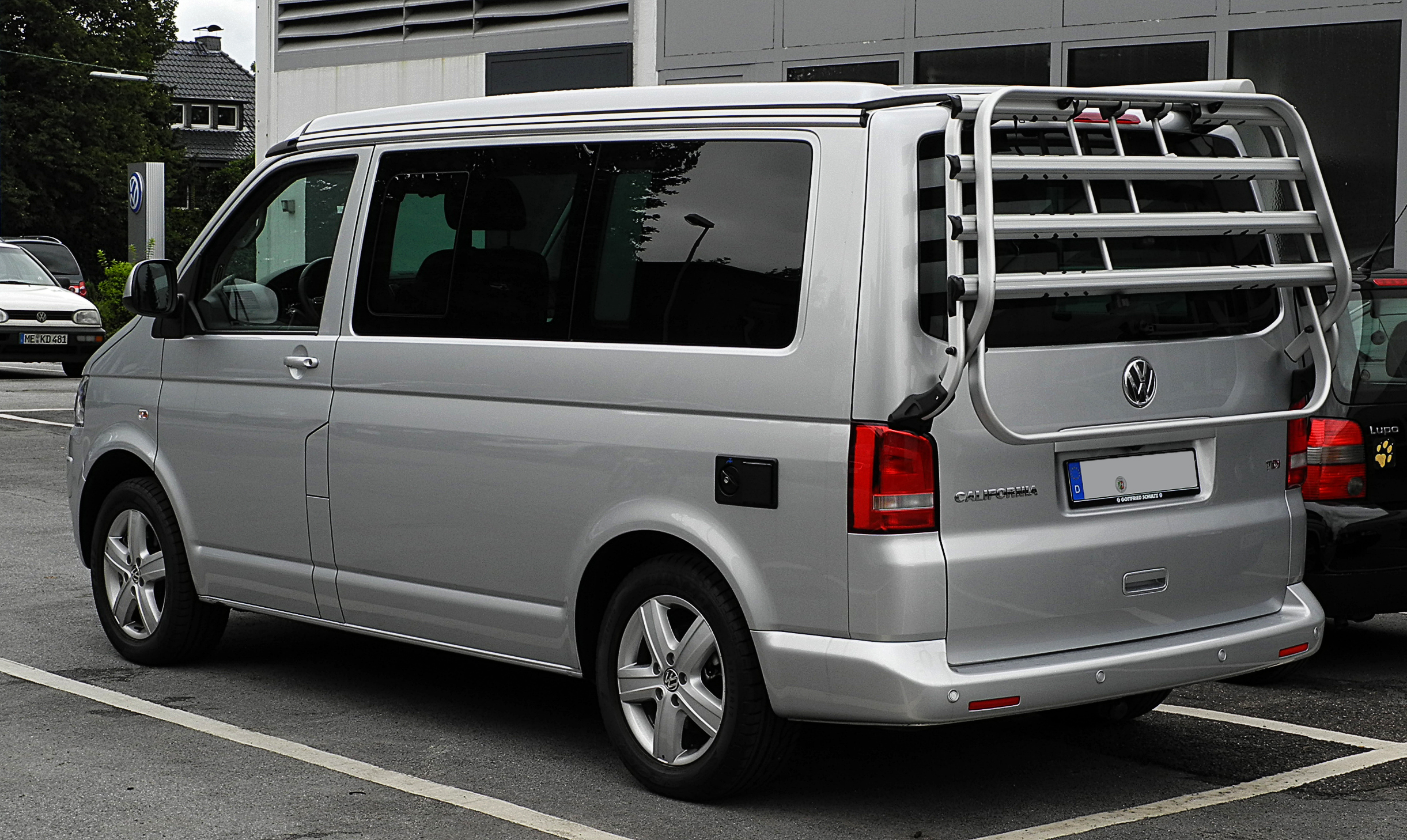
Volkswagen California Phase II
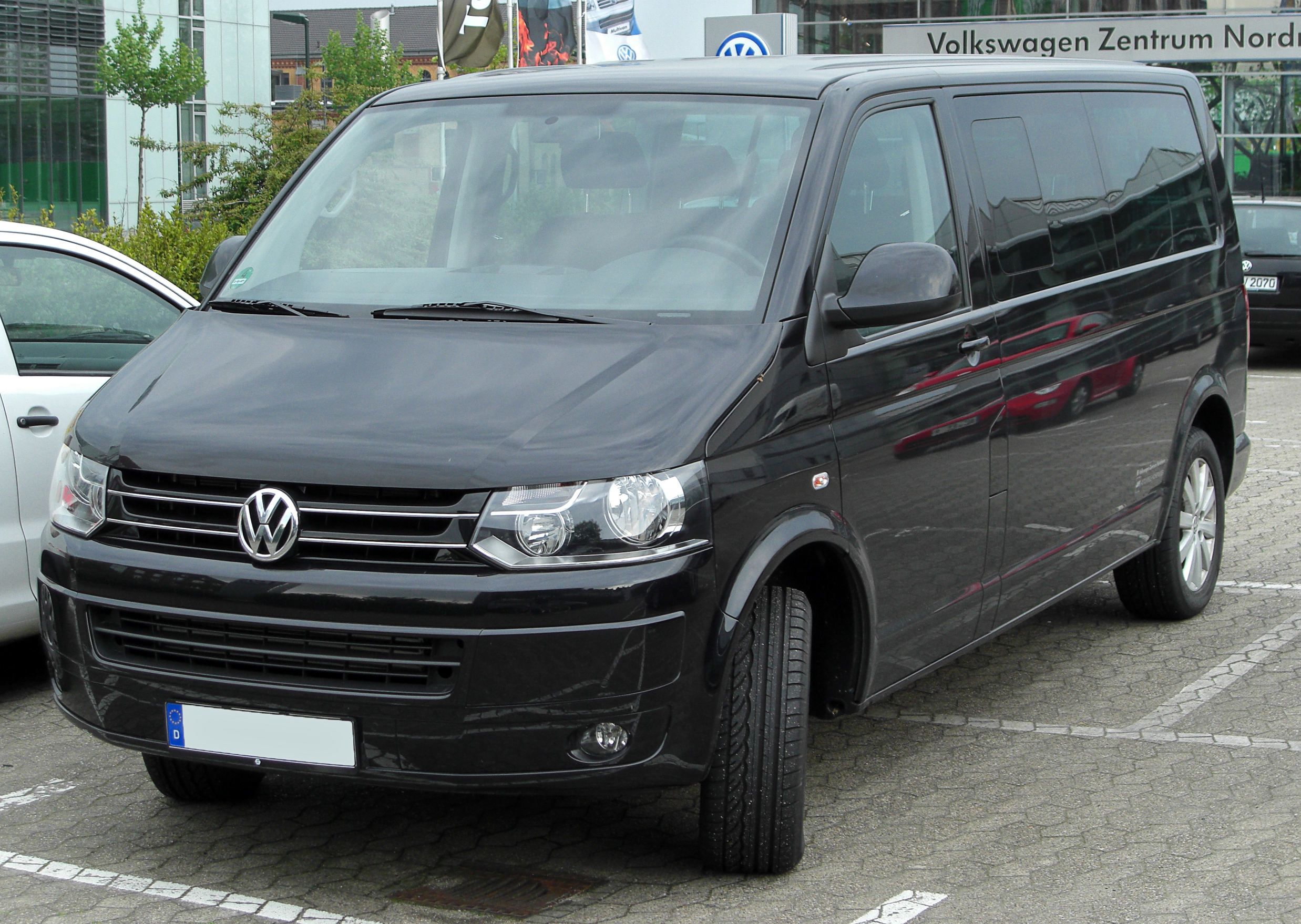
Volkswagen Caravelle Phase II
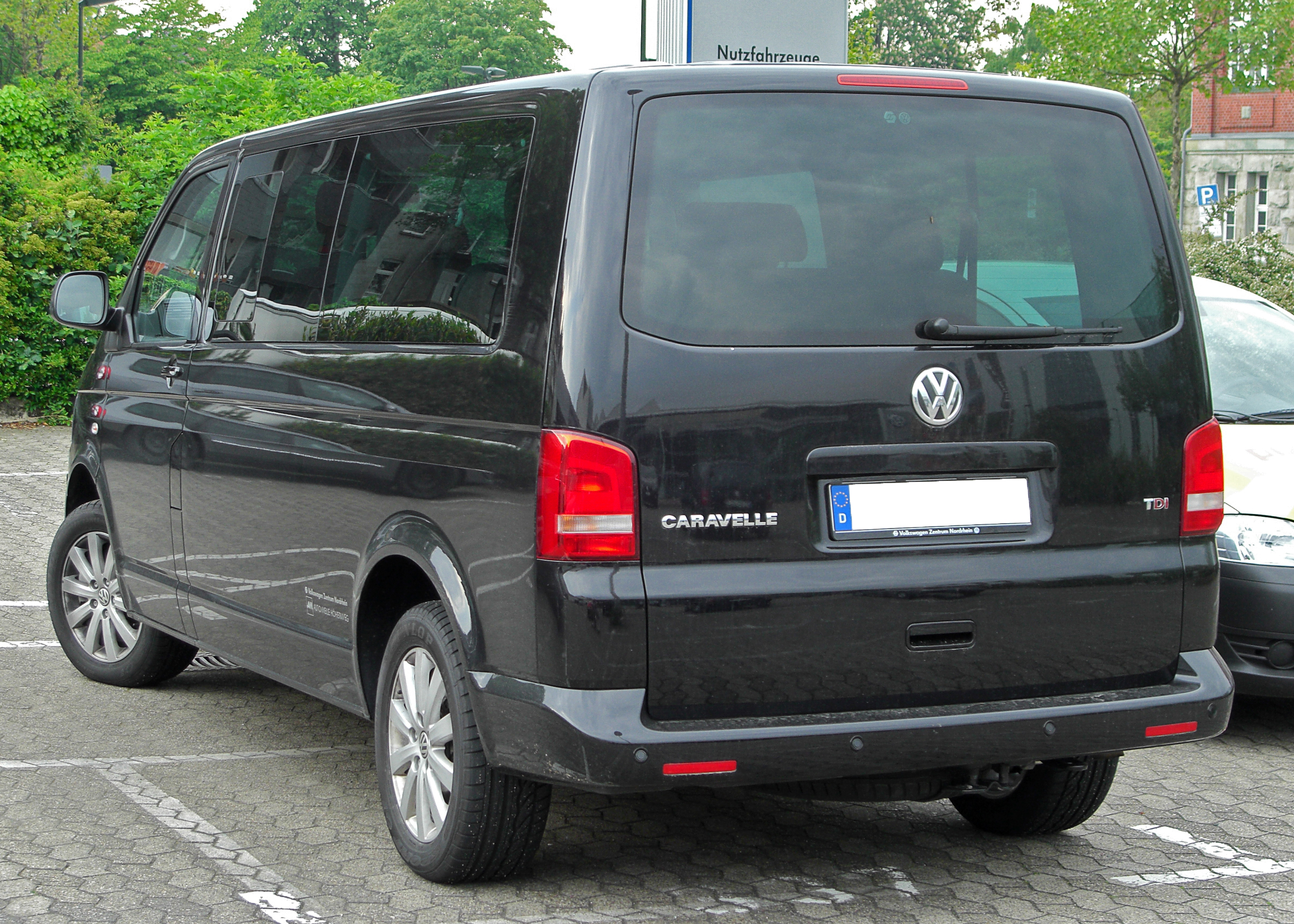
Volkswagen Caravelle Phase II
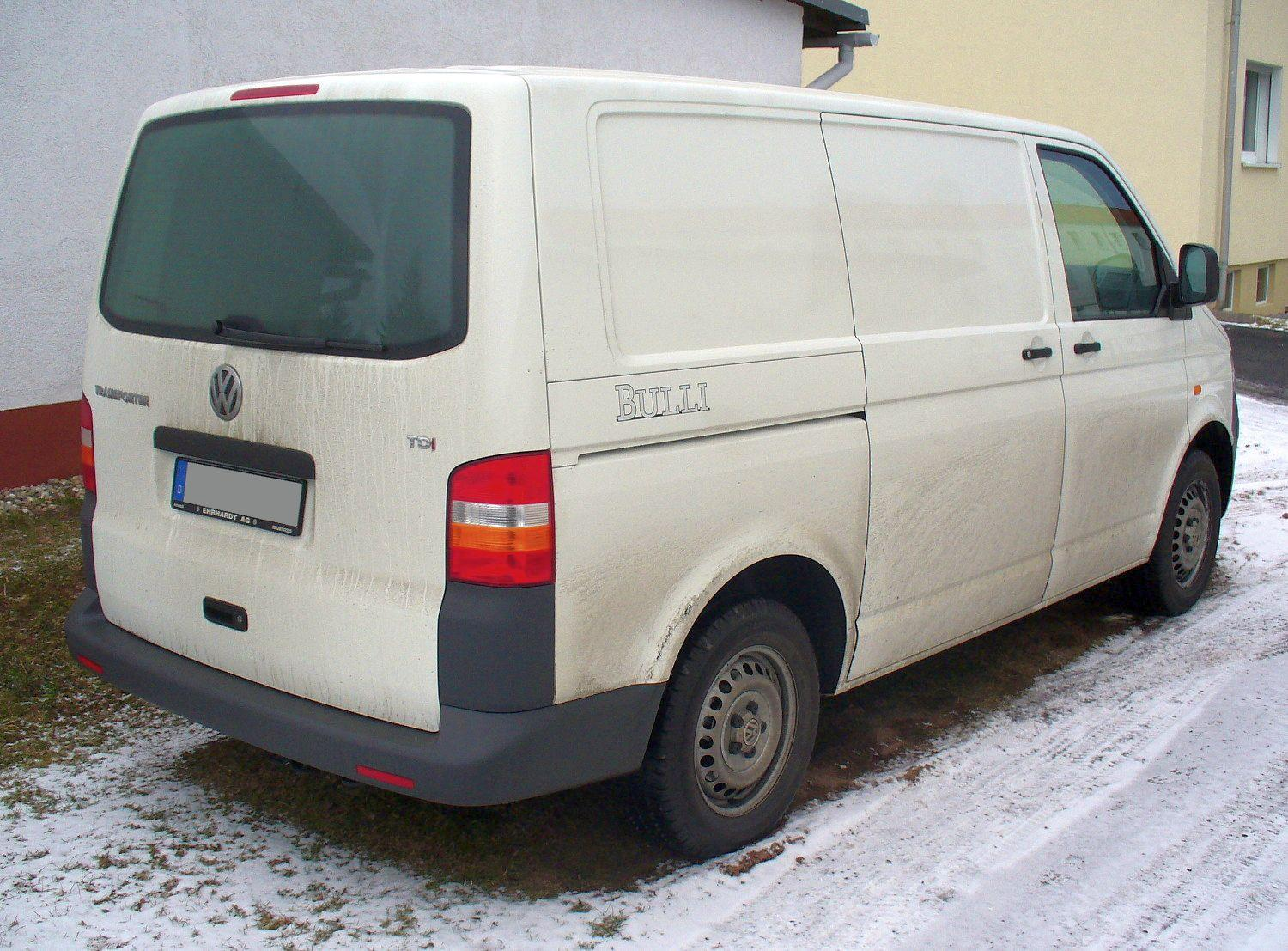
Volkswagen Transporter T5 Phase I
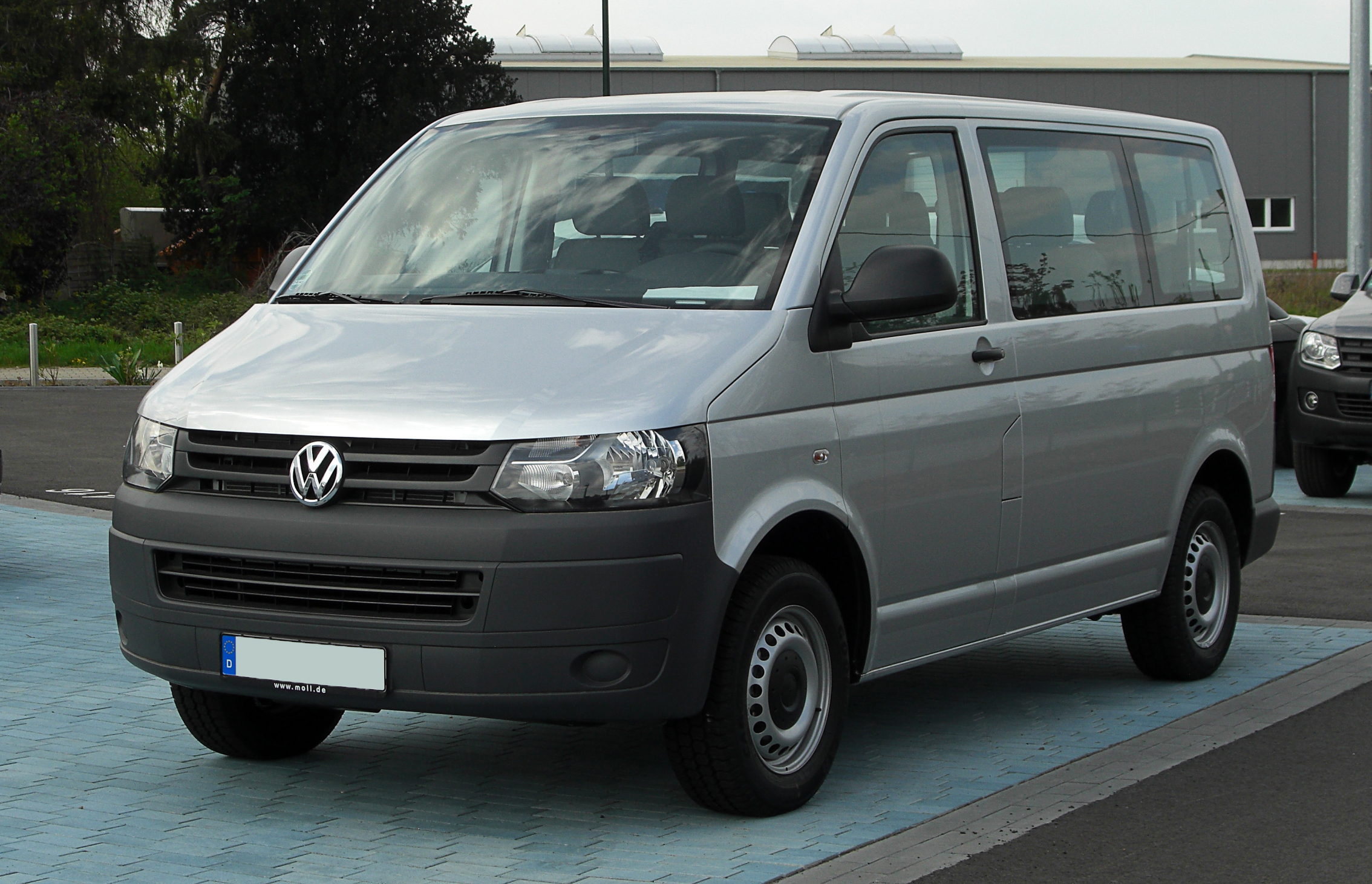
Volkswagen Transporter T5 Phase II
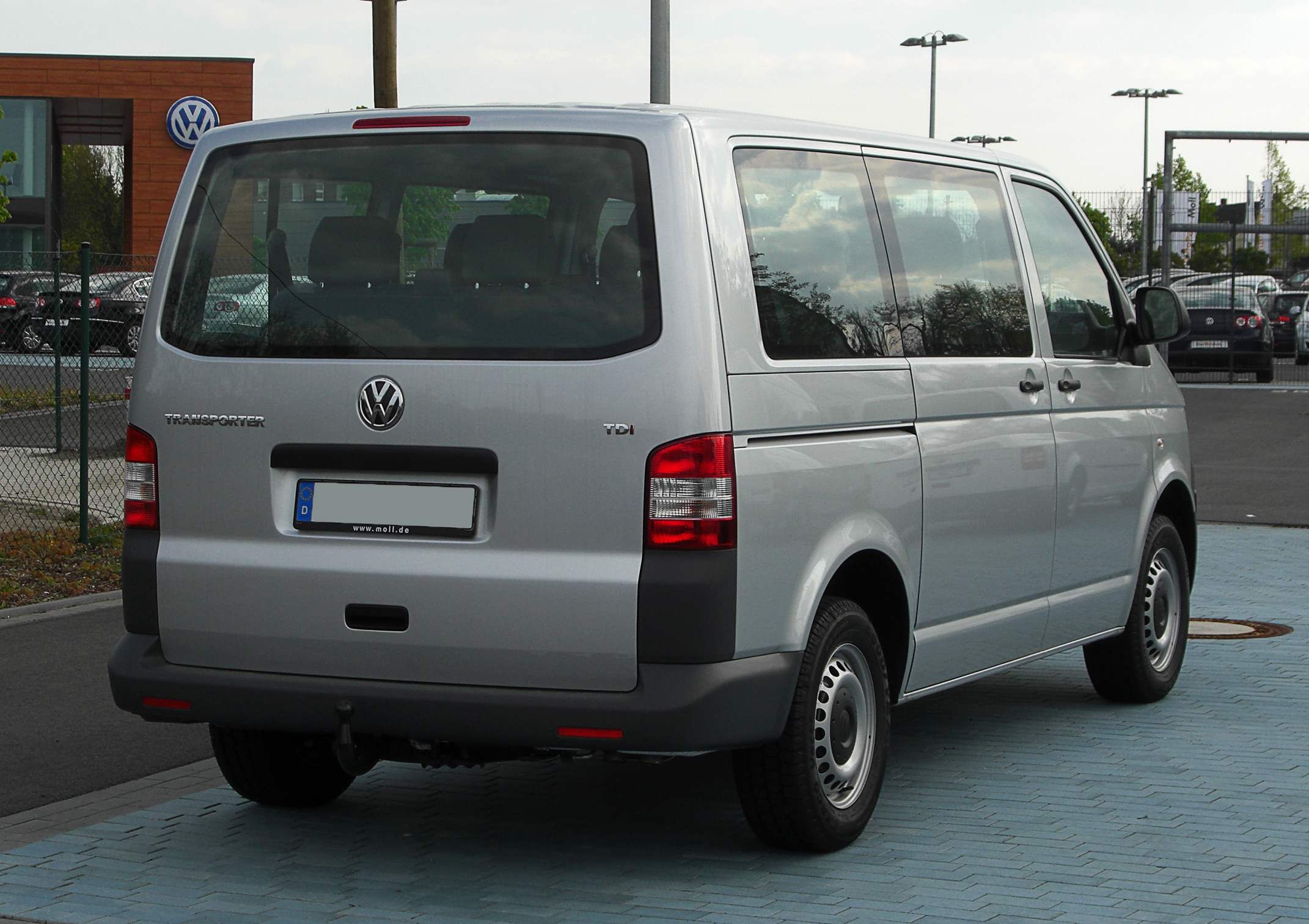
Volkswagen Transporter T5 Phase II
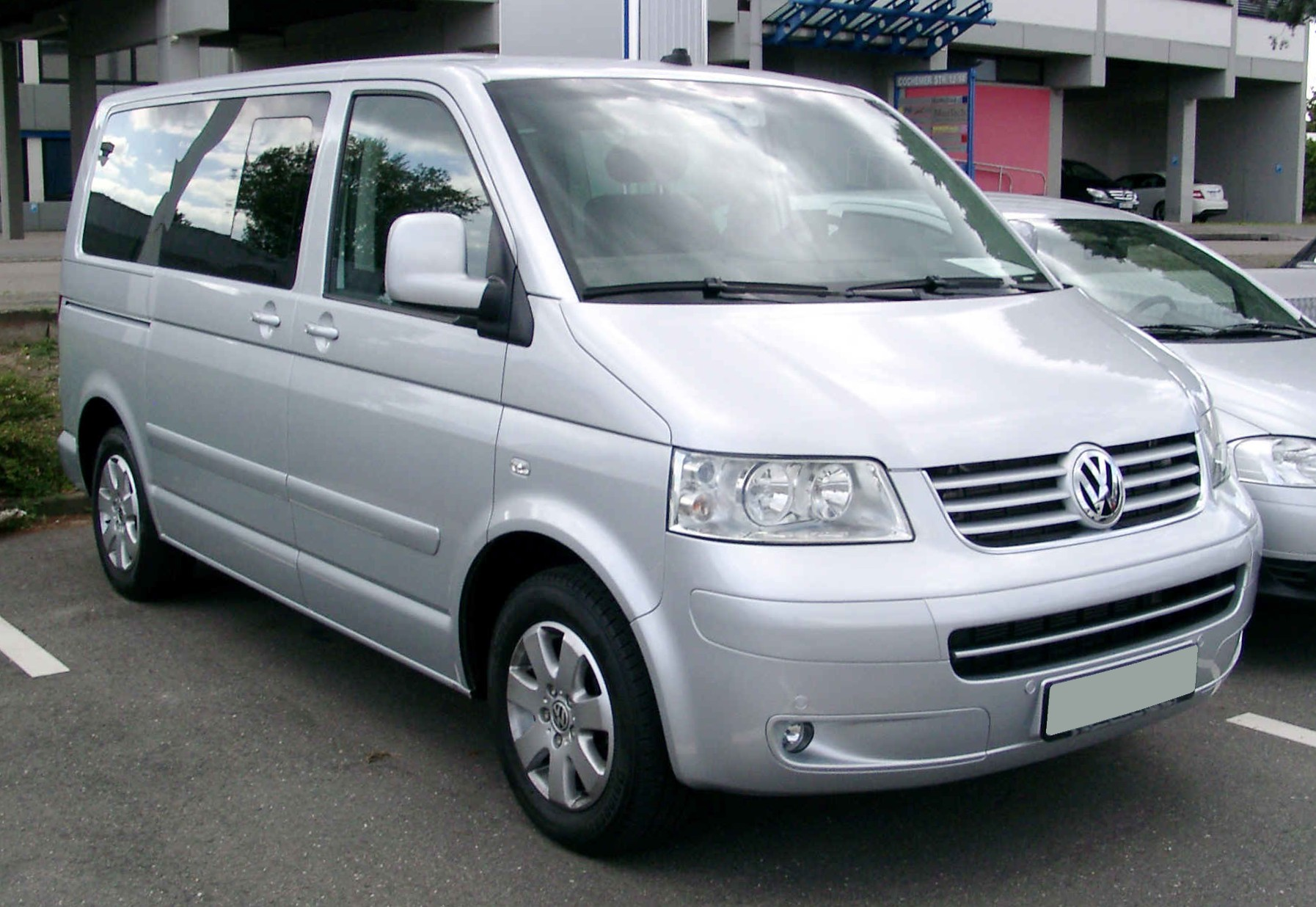
Volkswagen Multivan I Phase I T5